# Mundial 2002 (historieta)
Mundial 2002 es una historieta de 2002 del autor de cómics español Francisco Ibáñez, perteneciente a su serie Mortadelo y Filemón.

## Trayectoria editorial
Firmada en 2001 y publicada en 2002 en el n.º 89 de Magos del Humor y más tarde en el número 162 de la Colección Olé.

## Sinopsis
El entrenador de algún equipo va a echar mano de la hipnosis para así lograr ganar todos los partidos de la Copa Mundial de Fútbol de 2002 sin tener que despeinarse. Pero esto llega a oídos del los altos cargos del país quien encomienda al Súper que envíe a sus mejores agentes para impedirlo. Así, cómo no, el Súper envía a Mortadelo y Filemón para que jueguen en el equipo y echen el guante al hipnotizador.